# Álvaro Duarte Simões
Álvaro Duarte Silva de Barros Simões
(N - Lisboa, 18 de Novembro de 1928 / F - Ericeira, 6 de Março de 1990)  
Foi um reconhecido poeta e compositor português, autor de vários fados e outros géneros de música tradicional portuguesa. 
As muitas criações de Álvaro Duarte Simões foram interpretadas por vozes como, Amália Rodrigues, Tristão da Silva Carlos Ramos, Francisco José, António Mourão, António Calvário, Gina Maria, Artur Garcia ou, mais recentemente, Nuno da Câmara Pereira, Kátia Guerreiro, António Zambujo, Ricardo Ribeiro ou Aldina Duarte. 
De entre os seus temas mais conhecidos, sempre como autor da música e letra, contam-se composições como Guitarra Triste, Barro Divino, Meia Noite e Uma Guitarra, Não Peças Demais à Vida, Rasga o Passado, Algemas, O Telefone não Tocou, Calçada da Glória, Divertimentos, De Olhos Fechados à Vida e muitos outros, .
Nascido em Lisboa (Campolide) em 1928, ficou órfão de pai com poucos meses, o que muito viria a marcar o seu percurso pessoal e artístico. Teve a influencia do seu avô, Luís José Simões, oficial de marinha, escritor e um dos poucos sobreviventes do afundamento na batalha naval nos Açores do navio "Augusto de Castilho", em 1917, e sobre o qual escreveu a então popular narrativa "200 milhas a remos".
Desde criança que Álvaro Duarte Simões manifestou uma enorme facilidade, tanto na escrita da poesia, como para a composição musical, no entanto, e embora tocasse vários instrumentos, nunca se dedicou ao estudo da música, sendo essencialmente um autodidacta.
O seu percurso no meio artístico foi criativo e heterogéneo, passando pela música, escrita, rádio e fotografia, foi dos primeiros fotógrafos freelancer, tal como o seu amigo Eduardo Gageiro. 
Amigo de Amália Rodrigues desde a sua juventude, foi bastante activo no meio artístico e boémio da Lisboa dos anos 50 e 60. 
No primeiro disco português a receber um grammy, "Vou dar de Beber à Dor" de Amália, três dos oito temas do álbum são da sua autoria. 
Sempre à frente do seu tempo, original e espontâneo, marcou aqueles que o conheceram, pela sua sensibilidade, energia, grande cultura e pela sua consciência social e ambiental. 
Casou e teve dois filhos. Foi membro colaborador da Sociedade Portuguesa de Autores até à data da sua morte em Março de 1990, na Ericeira, terra onde tinha raízes familiares e à qual sempre se dedicou, tanto a nível pessoal como poético.
Guitarra Triste
Ninguém consegue,  
Por muito forte que seja 
Alcançar o que deseja 
Seja qual for a ambição
Se não tiver 
Dando forma ao seu valor 
Uma promessa de amor 
Que alimenta uma ilusão
Uma mulher é como uma guitarra 
Não é qualquer que a abraça e faz vibrar 
Mas quem souber o modo como a agarra 
Prende-lhe a alma, às mãos que a sabem tocar 
Por tal razão, se engana facilmente 
Um coração que queria ser feliz
Guitarra triste, que busca um confidente 
Não mãos de quem não sente 
O pranto que ela nos diz
Não há ninguém 
Que não peça à própria vida 
A felicidade merecida
Para que um dia nasceu
Mas de tal forma a vida sabe mentir 
Que a gente chega a sentir 
O bem que ela não nos deu
Barro Divino
Mesmo nas horas felizes, se as há
Alguma coisa é proibida
Posse impossível, distante, que dá
Sentido diferente à vida
O insaciável que existe na gente
Domina a nossa vontade
Triste final duma crença diferente
Diferente da felicidade
E sem saber até onde, o destino
É ou não o que se quer
Somos a lama do barro divino
Que cada um julga ser
Na minha voz a cantar, corre o pranto
Dum ser que não se entendeu
E assim procuro encontrar o encanto
Que a vida p'ra mim perdeu
A revoltante maldade duns poucos
Espalha o ódio à sua volta
E faz da terra um inferno de loucos
Onde a razão se revolta
Pois quer se acredite ou não no destino
Todos seremos, sem querer
Simples poeira do barro divino
Que cada um julga ser

## Ligações Externas
- http://porbase.bnportugal.pt/ipac20/ipac.jsp?session=N4I0936035311.1021363&profile=porbase&source=~!bnp&view=subscriptionsummary&uri=full=3100024~!2614713~!7&ri=2&aspect=basic_search&menu=search&ipp=20&spp=20&staffonly=&term=alvaro+duarte+simoes&index=.GW&uindex=&aspect=basic_search&menu=search&ri=2